# さとうたけし
さとう たけし（Takeshi Sato、1977年 - ）は、ライブペイント、ローラーアートで知られる日本のパフォーマンスアーティスト、芸術家である。LIVE PAINT act.所属。

## 人物
1977年（昭和52年）生まれ。宮城県柴田郡大河原町出身。19歳で単身渡米。独学で壁画技術を習得し数々のレストランやショップの壁画を手がける。帰国後、テーマパークなどのアミューズメント施設の装飾ペイントに携わる。2005年からライブペイント活動をスタートしペイントローラーだけで描かれる「ローラーアート」活動を行う。
2012年には韓国で行われた麗水万博ジャパンデー（6月2日）にて葉加瀬太郎、ゴスペラーズなどと共にパフォーマンスを披露した。同年10月には大手コスメブランドエスティローダー主催イベントにてシンガポールマリーナベイサンズにて創設者ローダーの妻エブリンのポートレイトを数分で描いて見せた。2014年、ゼネラル・エレクトリックのCMに出演する。

## 経歴
- 2011年
  - 3月27日 - シンガポールでチャリティイベント参加。
  - 6月11日 - MADE IN JAPAN AND MADE WITH JAPAN in SINGAPORE.
  - 6月27日 - パリにてライブペイント。
  - 11月25日 - LIVE PAINT in マリーナベイサンズ in SINGAPORE
- 2012年
  - 2月14日 - ANAクラウンプラザホテル金沢にてアルファロメオ主催イベント参加。
  - 2月23-24日 - 上海にて日中国交40周年イベントにてライブペイント。
  - 3月11日 - シンガポールチャリティイベント参加。
  - 3月23-24日 - 香港にて日中国交40周年イベントにてライブペイント。
  - 4月30日 - 渋谷ヒカリエにてライブペイント。
  - 6月2日 - 麗水万博にてライブペイント。
  - 10月5日 - シンガポールにてエスティローダー主催チャリティイベント参加。
  - 11月3日 - 仙台にて初の個展『ローラーアートの世界...』開催。
- 2013年
  - 5月17日 - 東京ミッドタウンにてライブペイント[1]。
  - 6月7日 - クリニーク主催プレスイベントにてライブペイント。
  - 8月10日 - エイベックス主催a-nationにてライブペイント。
  - 9月5日 -エストネーション六本木ヒルズ店リニューアルイベントにてライブペイント。
  - 9月25日 -UGG 渋谷店オープニングイベントにてライブペイント。
  - 9月27日 -Harper's BAZAAR × 新宿伊勢丹イベントにてライブペイント。
- 2014年
  - 4月18日 - カザフスタン政府主催アートイベント『Art of You』にてゲスト出演ライブペイント。
  - 5月23-24日 - 東京青山オリエギャラリーにて個展。
  - 6月7日 - 神戸ビギーズにて個展。

## アートを通じての教育・支援
子供たちにアートを通じてたくさんの感性に触れてほしいというコンセプトのもとLIVE PAINT act.が行っているスクールで指導も行っている。

## 主な展覧会
- ローラーアートの世界（2012年（平成22年） 藤崎百貨店
- ローラーアートの世界2013（2013年（平成23年） 藤崎百貨店
- ローラーアートの世界2014...Tokyo（2014年（平成24年）オリエギャラリー北青山
- ローラーアートの世界2014...Kobe（2014年（平成24年）神戸ビギーズ

## 作品ラインナップ
- 『Dragon』動画。
- 『Dancer』動画。
- 『The Earth』動画。
- 『Sun Set』動画。
- 『Japan』動画。

## メディア出演

### テレビ番組
- 2012年
  - 4月23日 フジテレビ『My Process』出演。
  - 8月3日 日本テレビ『未来シアター』出演。
  - 9月4日 日本テレビ『スッキリ!!』にて紹介。
  - 10月1日 日本テレビ『シューイチ』にて紹介。
  - 12月28日 テレビ東京『学校では教えてくれないそこんトコロ!』スタジオ出演。
- 2013年
  - 4月23日 テレビ朝日『モーニングバード』 - スタジオ生出演。
  - 5月2日 テレビ朝日特別ドラマ『スペシャリスト』 - プレス発表にてライブペイント。
  - 5月16日 TBS『今、この顔がスゴい!』 - スタジオ出演。
  - 9月20日 日本テレビ『ネプ&イモトの世界番付』 - スタジオ出演。
- 2014年
  - 4月21日 フジテレビ『SMAP×SMAP』 - スタジオ出演。
  - 8月29日 フジテレビ『めざましテレビ』 - スタジオ出演。

### ラジオ番組
- 2011年11月6日 RENDEZ-VOUS出演（J-WAVE 毎週月 - 木14:00-16:30）

### 雑誌
- 『Gainer』 - 2013年2月号に掲載。